# 2015-ös férfi CONCACAF olimpiai selejtezőtorna
A 2012-es férfi CONCACAF olimpiai selejtezőtornát az Egyesült Államokban rendezik 8 csapat részvételével. Mexikó és Honduras csapata kijutott a 2016. évi nyári olimpiai játékokra.

## Résztvevők
| Nemzet           | Korábbi részvételek száma |
| ---------------- | ------------------------- |
| Kanada           | 8                         |
| Mexikó           | 11                        |
| Egyesült Államok | 10                        |
| Panama           | 6                         |
| Honduras         | 6                         |
| Costa Rica       | 6                         |
| Haiti            | 2                         |
| Kuba             | 5                         |

## Csoportkör

### A csoport
| Csapat           | M | Gy | D | V | G+ | G– | Gk  | P |
| ---------------- | - | -- | - | - | -- | -- | --- | - |
| Egyesült Államok | 3 | 3  | 0 | 0 | 13 | 2  | +11 | 9 |
| Kanada           | 3 | 1  | 1 | 1 | 6  | 6  | 0   | 4 |
| Kuba             | 3 | 0  | 2 | 1 | 4  | 9  | –5  | 2 |
| Panama           | 3 | 0  | 1 | 2 | 2  | 8  | –6  | 1 |

| 2015. október 1. |

| Panama                | 1–1               | Kuba     |
| --------------------- | ----------------- | -------- |
| Nuñez 76' Escobar 78′ | (0–1) Jegyzőkönyv | Reyes 6' |

| Sporting Park, Kansas City Játékvezető: Luis Santander (mexikói) |

| 2015. október 1. |

| Egyesült Államok                   | 3–1               | Kanada       |
| ---------------------------------- | ----------------- | ------------ |
| Morris 1' 73' Gil 90+2' (11-esből) | (1–0) Jegyzőkönyv | Petrasso 81' |

| Sporting Park, Kansas City Játékvezető: Armando Castro (hondurasi) |

| 2015. október 3. |

| Kanada                                     | 3–1               | Panama                 |
| ------------------------------------------ | ----------------- | ---------------------- |
| Petrasso 30' Thomas 34' Fisk-Routledge 74' | (2–0) Jegyzőkönyv | Barcenas 61' Small 33′ |

| Sporting Park, Kansas City Játékvezető: Javier Santos (Puerto Ricó-i) |

| 2015. október 3. |

| Kuba            | 1–6               | Egyesült Államok                                                            |
| --------------- | ----------------- | --------------------------------------------------------------------------- |
| Luis Saez 90+2' | (0–3) Jegyzőkönyv | Carter-Vickers 17' Miazga 36' Kiesewetter 38' 49' Hyndman 69' Hernández 76' |

| Sporting Park, Kansas City Játékvezető: Juan Guerra (guatemalai) |

| 2015. október 6. |

| Kanada                   | 2–2               | Kuba              |
| ------------------------ | ----------------- | ----------------- |
| Petrasso 26' Babouli 52' | (1–1) Jegyzőkönyv | Hernández 33' 87' |

| Dick's Sporting Goods Park, Commerce City Játékvezető: Andrián Skeete (barbadosi) |

| 2015. október 6. |

| Egyesült Államok                                                  | 4–0         | Panama |
| ----------------------------------------------------------------- | ----------- | ------ |
| Escobar 51' (öngól) Kiesewetter 53' Morris 56' Gil 71' (11-esből) | Jegyzőkönyv |        |

| Dick's Sporting Goods Park, Commerce City Játékvezető: Hugo Cruz (Costa Rica-i) |

### B csoport
| Csapat     | M | Gy | D | V | G+ | G– | Gk | P |
| ---------- | - | -- | - | - | -- | -- | -- | - |
| Mexikó     | 3 | 3  | 0 | 0 | 7  | 1  | +6 | 9 |
| Honduras   | 3 | 2  | 0 | 1 | 4  | 2  | +2 | 6 |
| Haiti      | 3 | 0  | 1 | 2 | 1  | 3  | –2 | 1 |
| Costa Rica | 3 | 0  | 1 | 2 | 1  | 7  | –6 | 1 |

| 2015. október 7. |

| Costa Rica | 1–1               | Haiti       |
| ---------- | ----------------- | ----------- |
| Flores 82' | (1–1) Jegyzőkönyv | Paulson 51' |

| Dick's Sporting Goods Park, Commerce City Játékvezető: Karl Tyrell (jamaicai) |

| 2015. október 7. |

| Mexikó              | 2–1               | Honduras           |
| ------------------- | ----------------- | ------------------ |
| López 4' Torres 65' | (1–0) Jegyzőkönyv | Elis 59' Vargas 2′ |

| Dick's Sporting Goods Park, Commerce City Játékvezető: Armando Villareal (amerikai) |

## Egyenes kieséses szakasz
|  |                  |                  |           |               |   |          |          |       |
|  | Elődöntők        | Elődöntők        | Elődöntők |               |   | Döntő    | Döntő    | Döntő |
|  | Elődöntők        | Elődöntők        | Elődöntők |               |   | Döntő    | Döntő    | Döntő |
|  | október 10.      |                  |           |               |   |          |          |       |
|  |                  |                  |           |               |   |          |          |       |
|  | A1               | Egyesült Államok | 0         |               |   |          |          |       |
|  | A1               | Egyesült Államok | 0         | október 13.   |   |          |          |       |
|  | B2               | Honduras         | 2         |               |   |          |          |       |
|  | B2               | Honduras         | 2         |               |   | Honduras | Honduras | 0     |
|  | október 10.      |                  |           |               |   | Honduras | Honduras | 0     |
|  |                  |                  | Mexikó    | Mexikó        | 2 |          |          |       |
|  | B1               | Mexikó           | Mexikó    | Mexikó        | 2 | 2        |          |       |
|  | B1               | Mexikó           |           |               |   |          |          |       |
|  | A2               | Kanada           | 0         |               |   |          |          |       |
|  | A2               | Kanada           | 0         | Bronzmérkőzés |   |          |          |       |
|  |                  |                  |           |               |   |          |          |       |
|  | október 13.      |                  |           |               |   |          |          |       |
|  |                  |                  |           |               |   |          |          |       |
|  | Egyesült Államok | Egyesült Államok | 2         |               |   |          |          |       |
|  | Egyesült Államok | Egyesült Államok | 2         |               |   |          |          |       |
|  | Kanada           | Kanada           | 0         |               |   |          |          |       |
|  | Kanada           | Kanada           | 0         |               |   |          |          |       |

### Elődöntők
| 2015. október 10. |

| Egyesült Államok | 0–2               | Honduras     |
| ---------------- | ----------------- | ------------ |
| Herzog 81′       | (0–1) Jegyzőkönyv | Elis 23' 77' |

| Rio Tinto Stadium, Sandy Játékvezető: Jafeth Perea (panamai) |

| 2015. október 10. |

| Mexikó               | 2–0               | Kanada |
| -------------------- | ----------------- | ------ |
| Torres 6' Lozano 57' | (1–0) Jegyzőkönyv |        |

| Rio Tinto Stadium, Sandy Játékvezető: Hugo Cruz (Costa Rica-i) |

### Bronzmérkőzés
| 2015. október 13. |

| Egyesült Államok                      | 2–0               | Kanada    |
| ------------------------------------- | ----------------- | --------- |
| Pelosi 69' Kiesewetter 84' (11-esből) | (0–0) Jegyzőkönyv | Frano 44′ |

| Rio Tinto Stadium, Sandy Játékvezető: Luis Santander (mexikói) |

### Döntő
| 2015. október 13. |

| Honduras    | 0–2               | Mexikó                        |
| ----------- | ----------------- | ----------------------------- |
| López 90+2′ | (0–1) Jegyzőkönyv | Acosta 42' (öngól) Guzmán 69' |

| Rio Tinto Stadium, Sandy Játékvezető: Drew Fischer (amerikai) |

| A 2015-ös férfi CONCACAF olimpiai selejtezőtorna győztese |
| --------------------------------------------------------- |
| · Mexikó                                                  |